# 重陽節
重陽節（Double Ninth Festival）是漢字文化圈傳統節日，为每年农历九月初九日，“重阳”一词始见于三国时期，因《易经》中“九九”两阳数相重，故名“重阳”，在唐代，唐德宗在位时将重阳节列为“三令节”之一，重阳节开始成为正式节日。中国民间素有在重阳节登高、祭祖及祈求丰收等习俗。2006年，重阳节被列入中国首批国家级非物质文化遗产名录。另外，重阳节也是中国法定的老年节，被赋予了尊老敬老、祝福健康长寿的含义。

## 由來
關於重陽節的由來有很多說法。如南朝梁人吳均之《續齊諧記》載：桓景聽從費長房警告在九月九日家中當有災禍，應該急忙逃走、以盛滿茱萸以系在手臂上，登高飲菊花酒，此禍可除，於是桓景便在該日舉家登高山，晚上回來發現雞犬牛羊全部暴死。
漢劉歆《西京雜記》記載：漢高祖 劉邦的愛妾戚夫人被呂后凌虐致死後，戚夫人的侍女賈佩蘭也被驅逐出宮，嫁給扶風人段儒，閒談時曾提到她在宮廷時，每年九月九日佩茱萸，食蓬餌，飲菊花酒，以辟邪延壽。
唐代詩人沈佺期《九日臨渭亭侍宴應制得長字》詩：「魏文頌菊蕊，漢武賜萸囊，年年重九慶，日月奉天長」。
《舊唐書·王勃傳》記載：王勃的《滕王閣序》就是在重陽節這一天寫出來的。當時王勃的父親擔任交趾令，王勃前往探視父親，九月九日路過南昌時，洪州州牧閻伯嶼正在重修的滕王閣中宴請賓客及部屬，他想誇耀女婿吳子章（王勃比之為「孟學士」，一說是孟匡朝）的才氣，便事先拿出紙筆請賓客動筆作序，所有的賓客都知道他的用意，沒有人敢作。卻不料王勃事先並不知道州牧的用心，於是毫不謙讓接過紙筆。州牧原本心中十分生氣，立即派人在旁邊看王勃書寫，誰知道王勃才氣不凡，蓄積已久的心情完全發洩出來，文章越寫越好，當寫到「落霞與孤鶩齊飛，秋水共長天一色」的詞句時，忍不住拍案叫絕，王勃從此一舉名震詩壇。

## 風俗

### 活動
- 祭拜祖先
- 敬老活動
- 登高旅遊
- 佩帶茱萸
- 放風箏
- 玩花煎遊戲。
- 射箭
- 賞菊
- 和家人團聚
- 哪吒壽誕
- 祭菊

### 食物
- 重陽糕
- 燒乳豬
- 花煎
- 花菜
- 茄子
- 菊花酒
- 栗子飯
- 紅龜粿

## 公眾假期
為弘揚孝道，香港政府在1977年應本地華人社群的要求，將重陽節納入法定假期，澳門亦跟隨香港政府，將重陽節定為公眾假期。故此在兩岸四地以至全世界，香港及澳門是少數會在重陽節放假的地方（中國內地重陽節則不放假）。
重陽節是香港特別行政區和澳門特別行政區的公眾假期。香港會在這天紀念在兩次世界大戰中的陣亡軍人（原重光紀念日儀式）。2012年6月26日，中國十一屆全國人大常委會第二十七次會議初次審議老年人權益保障法修訂草案，草案規定每年農曆九月初九（重陽節）為老年節 。

## 名人诗赋

### 中國
- 劉長卿：《九日登李明府北樓》：「九月登高望，蒼蒼遠樹低。人煙湖草裡，山翠現樓西。」
- 邵大震《九日登玄武山旅眺》：「九月九日望遙空，秋水秋天生夕風。寒雁一向南飛遠，遊人幾度菊花叢。」
- 李白《九月十日即事》：「昨日登高罷，今朝再舉觴。菊花何太苦，遭此兩重陽。」
- 王维《九月九日忆山东兄弟》：「独在异乡为异客，每逢佳节倍思亲。遥知兄弟登高处，遍插茱萸少一人。」
- 李清照《醉花阴》：「薄雾浓云愁永昼，瑞脑消金兽。佳节又重阳，玉枕纱厨，半夜凉初透。东篱把酒黄昏后，有暗香盈袖。莫道不销魂，帘卷西风，人比黄花瘦。」
- 孟浩然《過故人莊》：「故人具雞黍，邀我至田家。綠樹村邊合，青山郭外斜。開軒面場圃，把酒話桑麻。待到重陽日，還來就菊花。」
- 白居易《重阳席上赋白菊》：「满园花菊郁金黄，中有孤丛色似霜。还似今朝歌酒席，白头翁入少年场。」

### 日本
- 松尾芭蕉：、（《奥之细道》里对山中温泉的赞赏；中文翻譯：草門和黃昏時分的菊花酒，山中和菊花散發著稀疏的溫泉氣息。）

## 圖集

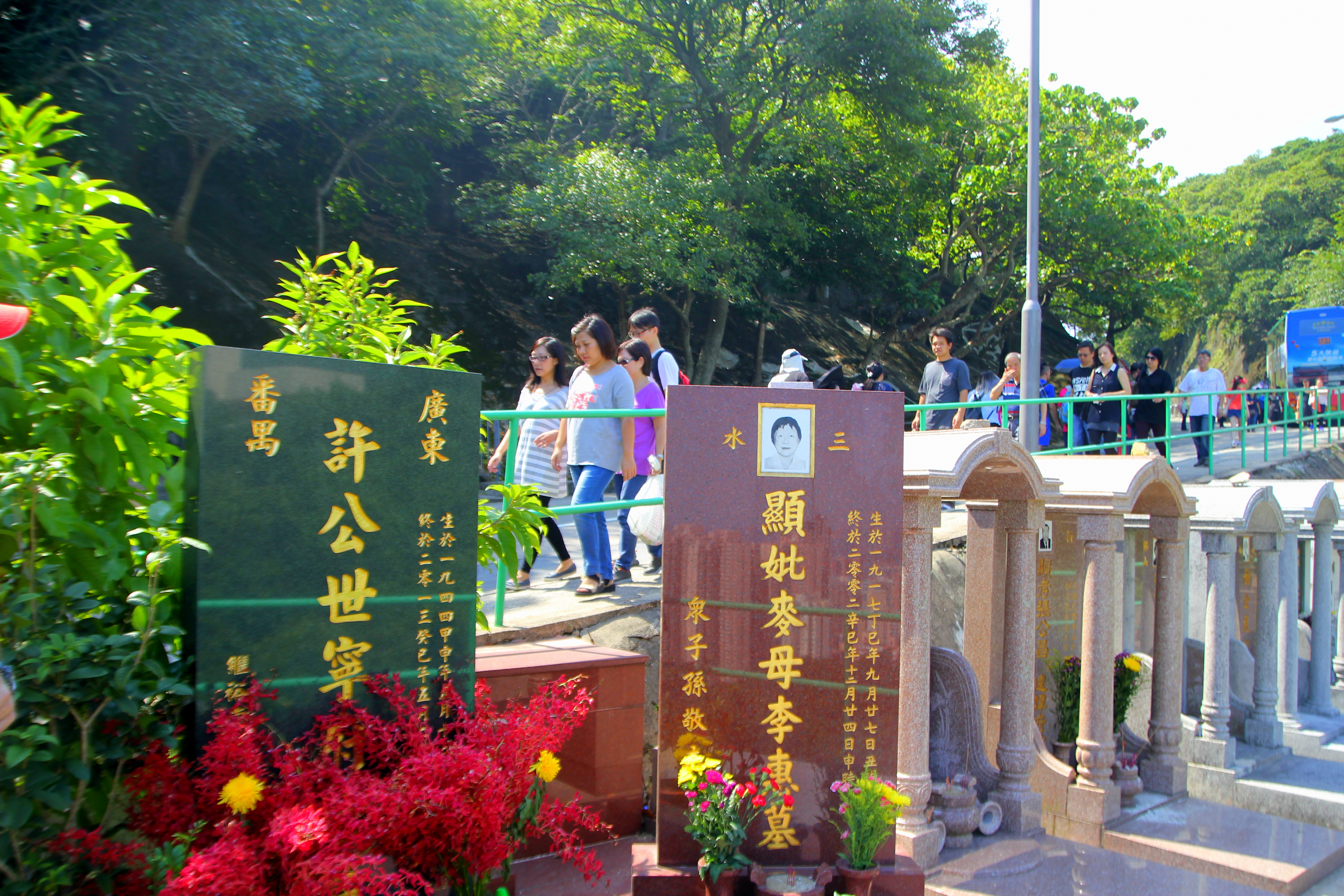
香港柴灣墳場重陽掃墓
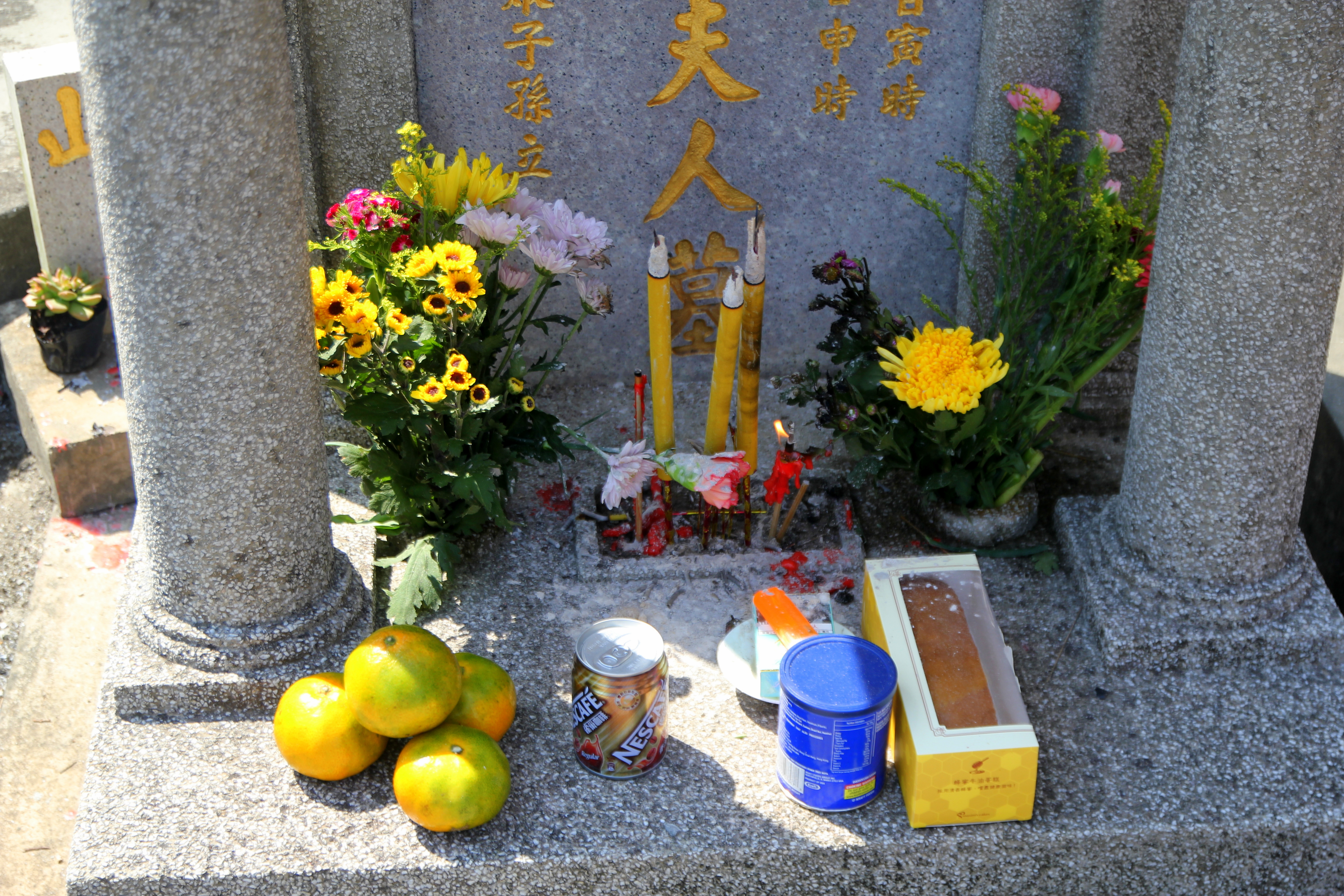
香港柴灣墳場重陽掃墓香燭祭品
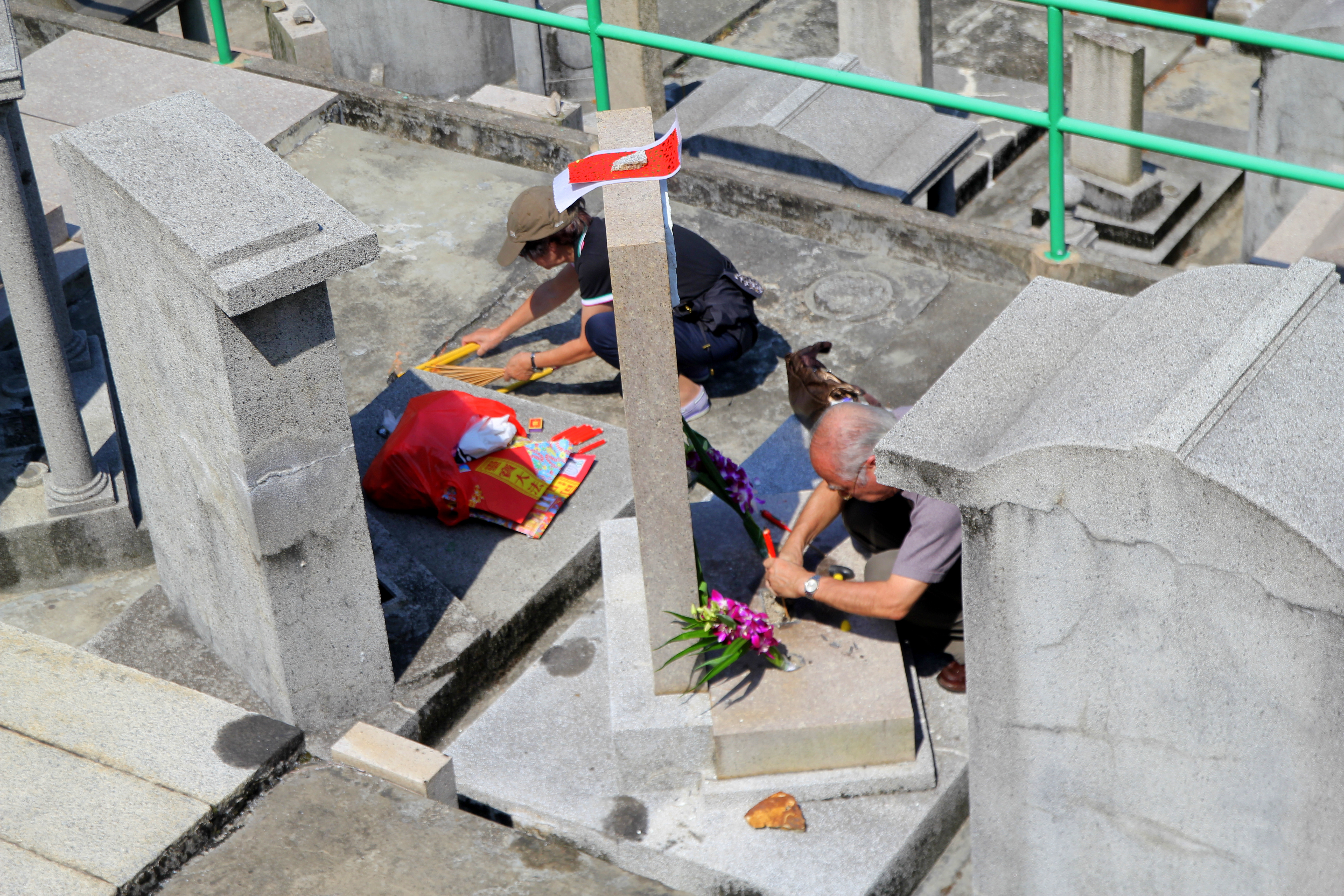
香港柴灣墳場重陽掃墓點香燭的香港市民
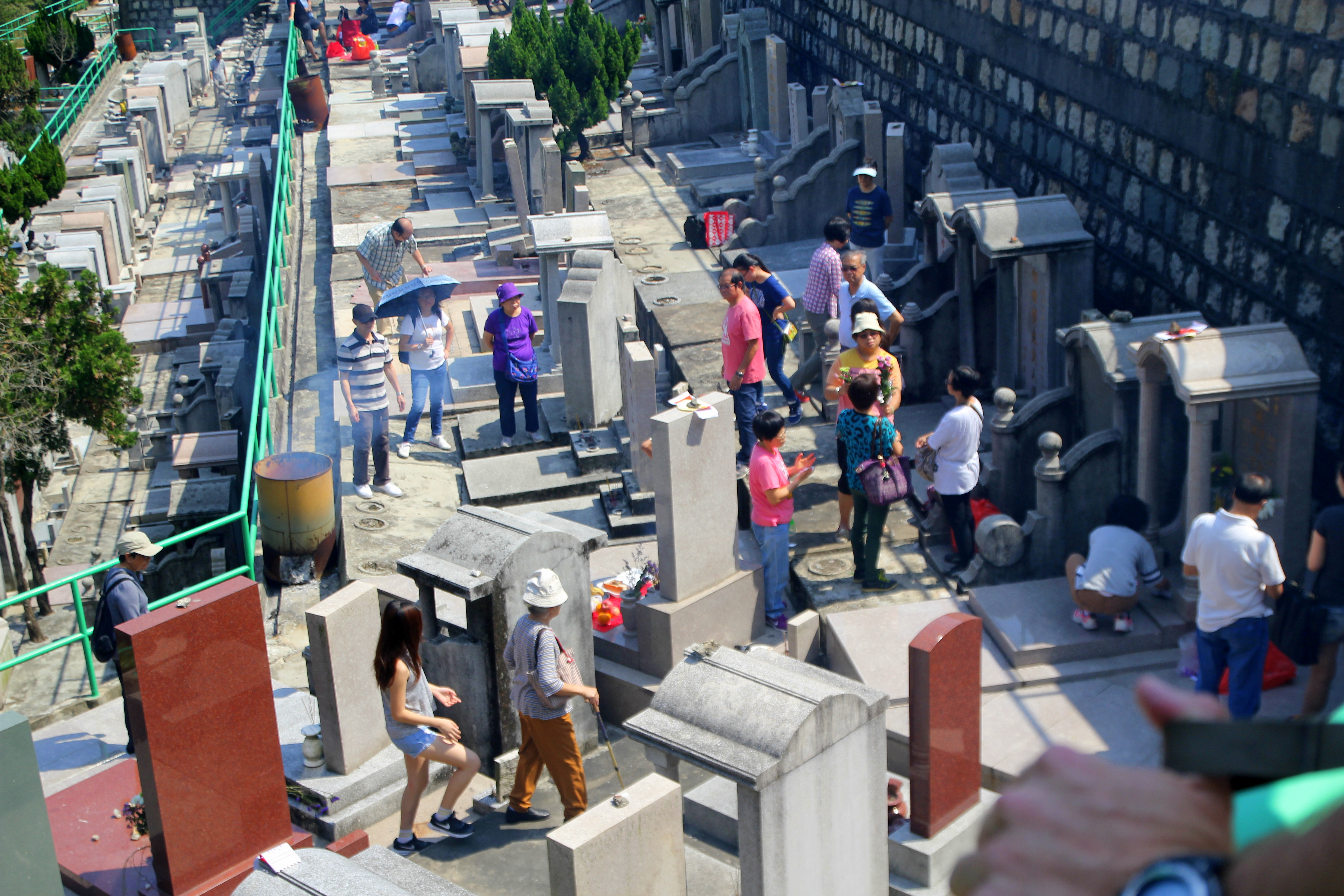
香港市民重陽節於柴灣墳場掃墓
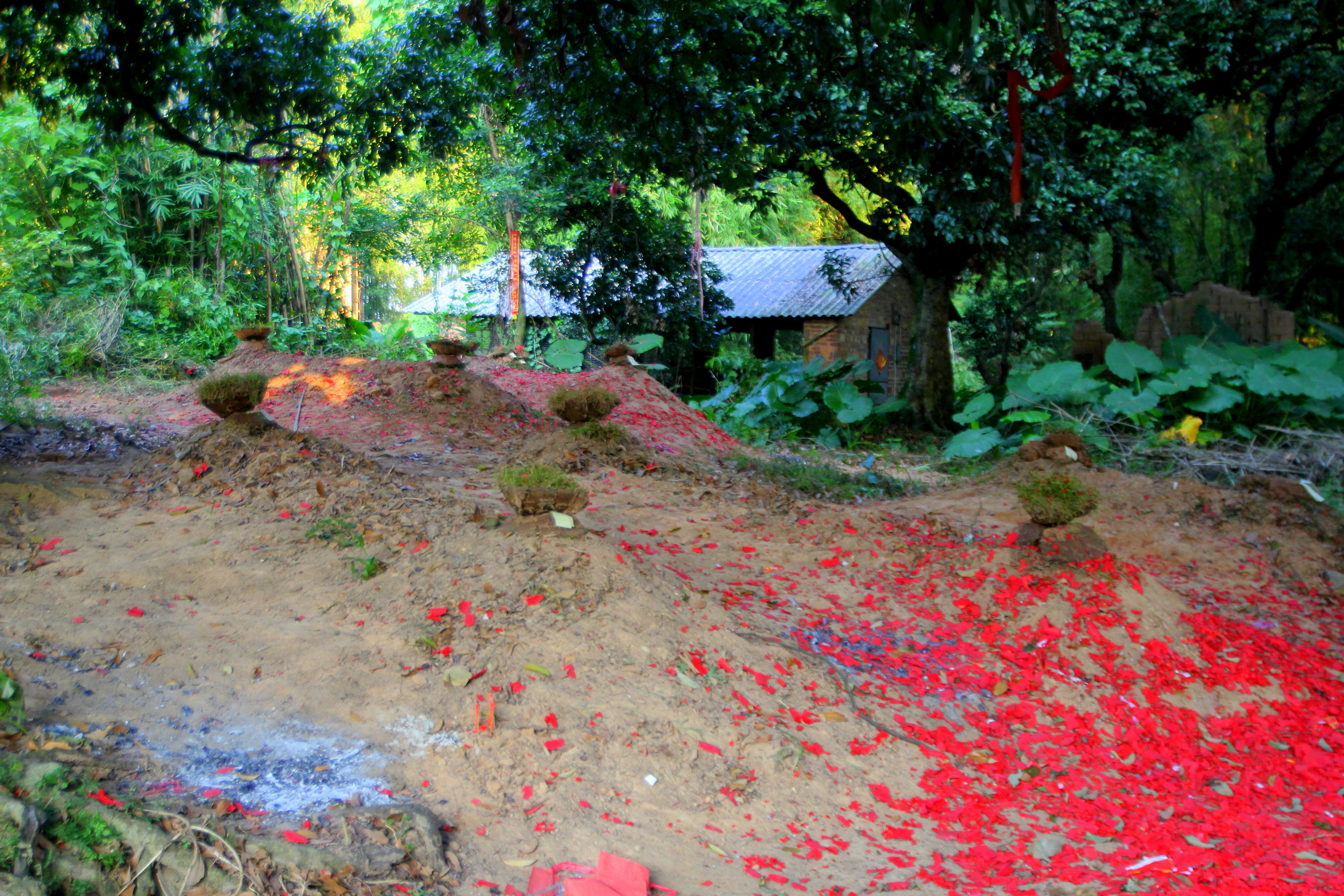
東莞重陽祭墳施放炮竹
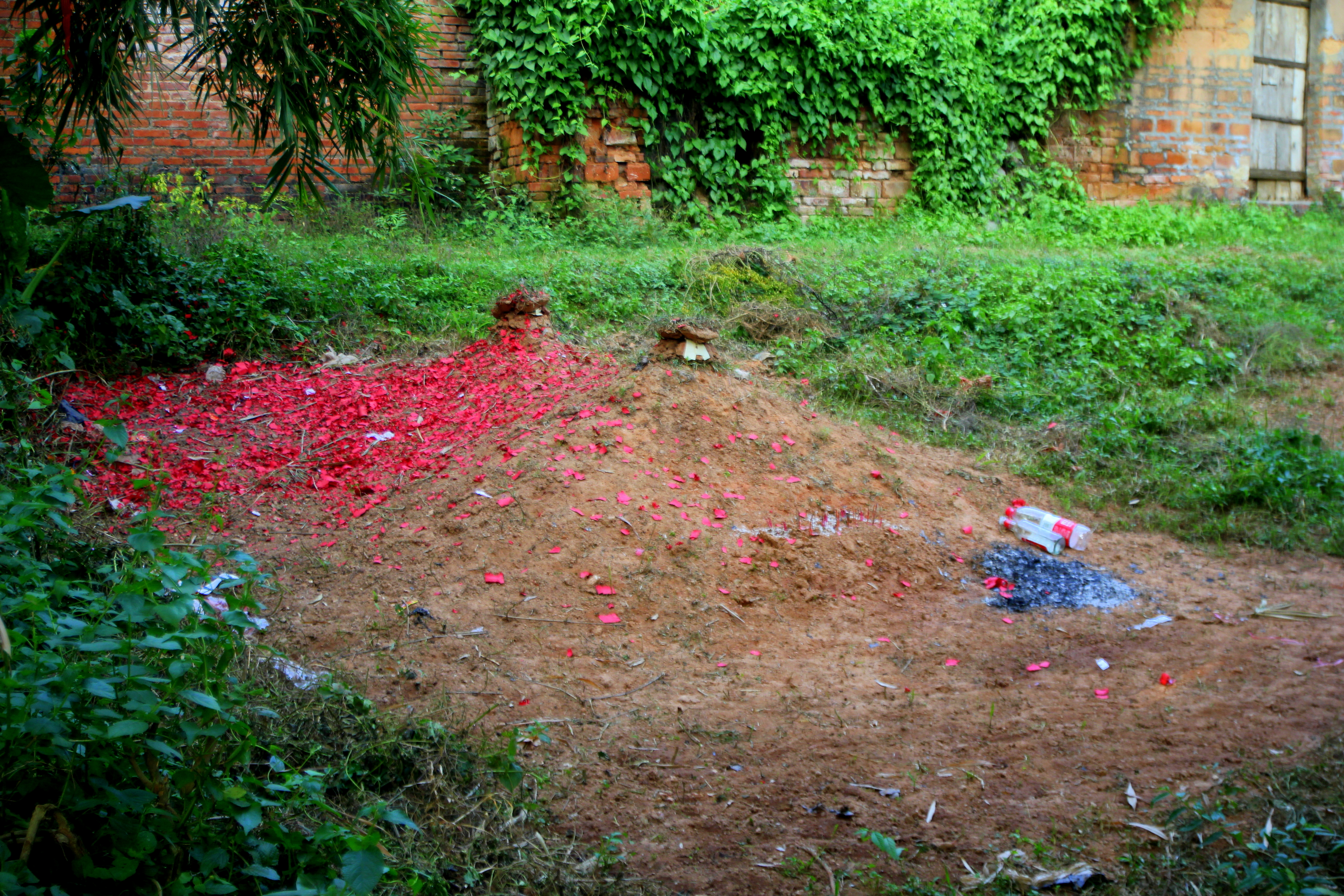
東莞重陽祭墳施放炮竹和燒紙錢灰燼

## 延伸阅读
[在维基数据编辑]
 《欽定古今圖書集成·曆象彙編·歲功典·重陽部》，出自陈梦雷《古今圖書集成》